# Iheringichthys
Iheringichthys är ett släkte av fiskar. Iheringichthys ingår i familjen Pimelodidae.
Kladogram enligt Catalogue of Life:
| Iheringichthys | \| \| Iheringichthys labrosus \| \| \| \| \| \| Iheringichthys megalops \| \| \| \| |
|                | \| \| Iheringichthys labrosus \| \| \| \| \| \| Iheringichthys megalops \| \| \| \| |
|                | Iheringichthys labrosus                                                             |
|                |                                                                                     |
|                | Iheringichthys megalops                                                             |
|                |                                                                                     |